# Diana Memorial Playground
Diana Memorial Playground, pełna nazwa: The Diana, Princess of Wales Memorial Playground (pol. Plac zabaw Pamięci Diany, księżnej Walii) – pamiątkowy plac zabaw na cześć Diany, księżnej Walii. Znajduje się on w parku Kensington Gardens w Royal Borough of Kensington and Chelsea na terenie Londynu.

## Opis
Plac został wzniesiony po śmierci Diany za 1,7 miliona funtów szterlinga lub 1,25 miliona funtów (wraz z wybudowaniem Diana Memorial Walk całkowity koszt przedsięwzięcia wynosi 3 miliony funtów)  przez firmę Timberplay. Prace budowlane rozpoczęły się w styczniu 2000 roku. Na oficjalnym otwarciu 30 czerwca 2000 roku pojawiła się także Domenica Lawson, córka chrzestna księżnej Walii.

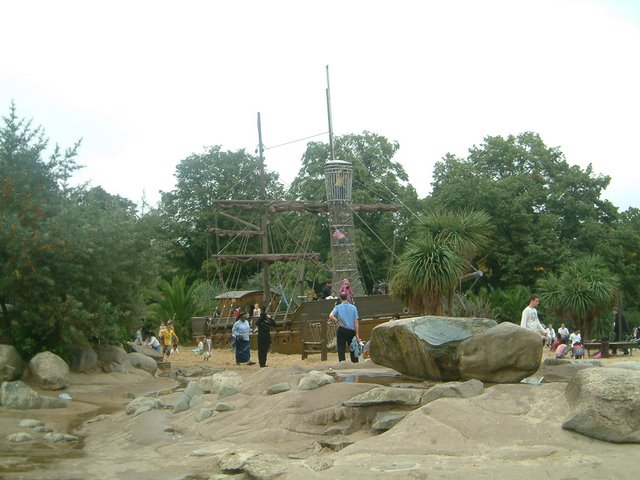
Statek piracki na placu zabaw Diana Memorial Playground

Znajduje się on na miejscu dawnego placu zabaw Piotrusia Pana, który został założony w 1906 roku i ufundowany przez J.M. Barriego (autora Piotruisa Pana w Ogrodach Kensingtońskich), ale jest większy i bardziej rozbudowany niż oryginał. Autorzy placu wzorowali się światem przedstawionym w Piotrusiu Panie. Składa się on z dużego statku pirackiego, sztucznego krokodyla, fontann oraz wigwamów.
Znajduje się w północno-zachodnim narożniku Kensington Gardens, w pobliżu byłej rezydencji księżniczki w Pałacu Kensington. Sąsiaduje z aleją Broad Walk of Kensington Gardens.

## Osiągnięcia
Z placu zabaw rocznie korzysta ponad milion osób, a tygodniowo ponad 3000 dzieci.
Diana Memorial Playground znalazł się na liście 12 najlepszych placów zabaw na świecie według National Geographic. Dostał także nagrodę Civic Trust Award w 2002 roku.